# Kefikon
Kefikon ist eine Ortschaft und ein Schloss auf der Grenze zwischen den Kantonen Thurgau und Zürich in der Schweiz.
Kefikon TG gehörte bis Ende 1997 als Ortsgemeinde zur thurgauischen Munizipalgemeinde Gachnang und ist seit 1998 Teil der politischen Gemeinde Gachnang.
Kefikon ZH war bis 1926 eine eigene Zivilgemeinde, gehörte dann bis Ende 2017 zur politischen Gemeinde Bertschikon und seither zu Wiesendangen.

## Geschichte

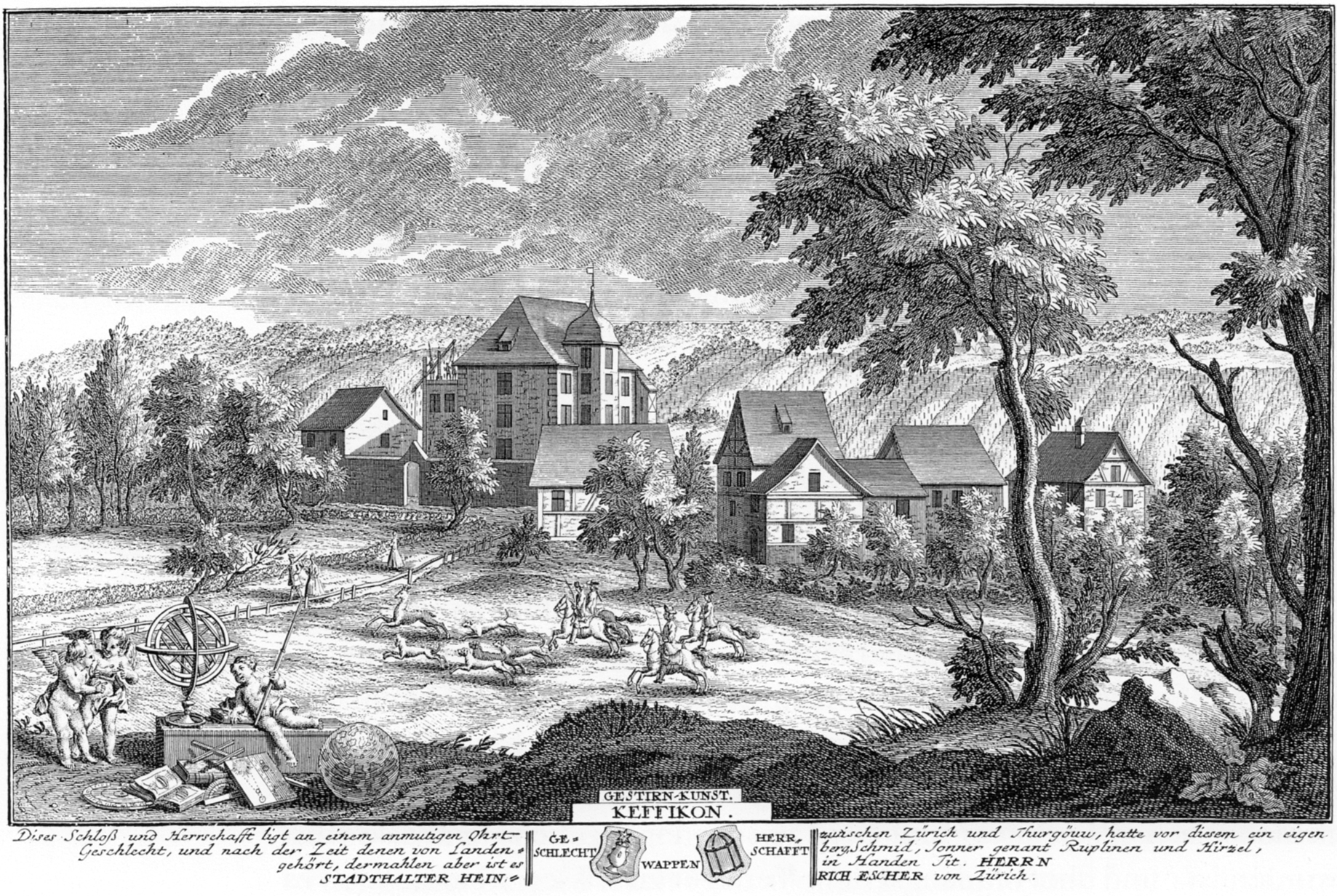
Schloss Kefikon auf einer Radierung von 1741

Kefikon im Jahr 1966

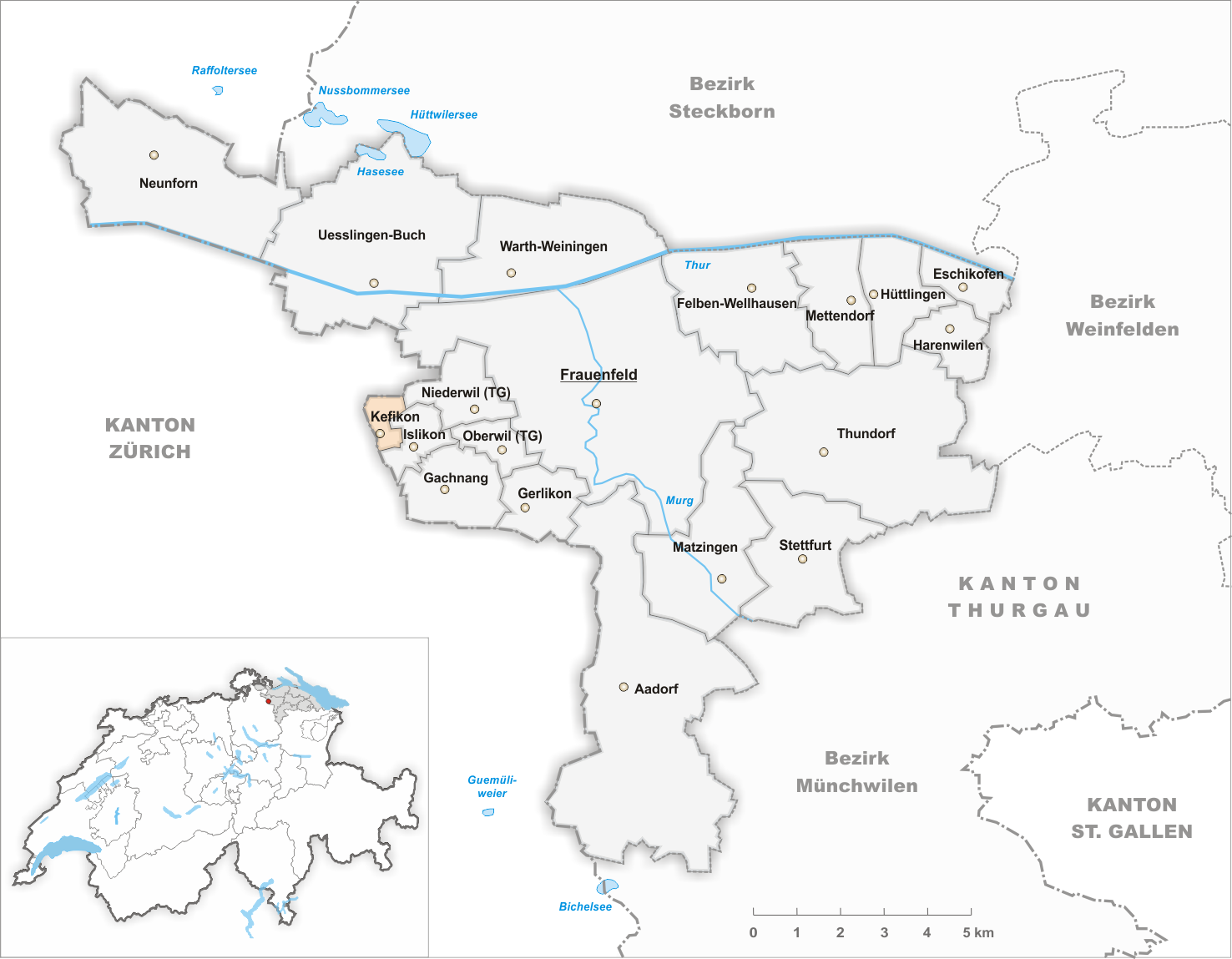
Gemeindestand vor der Fusion im Jahr 1998

Kefikon stand im Eigentum des Klosters Reichenau und bildete eine eigene, ab Ende des 15. Jahrhunderts mit Islikon gemeinsame Gerichtsherrschaft, die durch die im Schloss Kefikon residierenden Herren ausgeübt wurde. Inhaber der Herrschaft waren anfänglich die Herren von Kefikon mit dem 1241 erstmals bezeugten Burchardus de Kevincon. Auf sie folgten die ab 1346 bezeugten Herren von Gachnang, 1391 bis 1453 jene von Boswil und von 1453 bis 1529 die auch Welter von Blidegg genannten Ryff. 1529 bis 1566 übten der Junker Hans von Grüt und 1566 bis 1650 die Rüpplin genannte Frauenfelder Familie Joner, 1650 bis 1740 der spätere Zürcher Bürgermeister Hans Caspar Hirzel und seine Nachfahren sowie ab 1740 die Escher vom Glas die Gerichtsherrschaft aus.
Ab 1427 verlief die Grenze zwischen den Grafschaften Kyburg und Thurgau mitten durch die Herrschaft und das Schloss, das seit 1970 thurgauisch ist. Eine erste Offnung datiert von 1493.
Das stets nach Gachnang kirchgenössige Kefikon war bis Ende des 18. Jahrhunderts rein reformiert.
Bernhard Greuter errichtete 1766 eine Textilfärberei in Kefikon, die nach seinem Wegzug nach Islikon ausgebaut wurde und bis Mitte des 19. Jahrhunderts bestand. Einige Häuser im Dorf und der heute als Schwimmbad genutzte Fabrikweiher erinnern daran. Im landwirtschaftlich geprägten Dorf entstanden ab Mitte des 20. Jahrhunderts neue Wohnquartiere.

## Bevölkerung
| Jahr                               | 1640  | 1850  | 1900  | 1950  | 2000  | 2010  | 2018        | 2023  |
| Ortsgemeinde Kefikon TG            | 40    | 164   | 138   | 248   | 449   |       |             |       |
| Ortschaft Kefikon (Thurgauer Teil) |       |       |       |       |       | 453   | 471         | 499   |
| Kefikon ZH                         | 19    |       |       |       | 93    |       | 240         |       |
| Quelle                             | [ 4 ] | [ 4 ] | [ 4 ] | [ 4 ] | [ 4 ] | [ 5 ] | [ 2 ] [ 3 ] | [ 6 ] |

Von den insgesamt 499 Einwohnern des Thurgauer Teils der Ortschaft Kefikon am 31. Dezember 2023 waren 83 bzw. 16,6 % ausländische Staatsbürger. 169 (33,9 %) waren evangelisch-reformiert und 78 (15,6 %) römisch-katholisch.

## Sehenswürdigkeiten
Zu den markantesten Bauten im Ort zählt das Schloss Kefikon. Von der ursprünglich als Wasserburg konzipierten Anlage ist nur der Wohnturm erhalten, der Wassergraben wurde im 15. Jahrhundert zugeschüttet. 1906 richtete August Bach im Schloss ein Landerziehungsheim ein, das heute als Privatschule weitergeführt wird. Nach dem Brand von 1929 erhielt das Schloss sein heutiges Aussehen.
Die unten abgebildeten Bauten sind in der Liste der Kulturgüter in Gachnang aufgeführt:

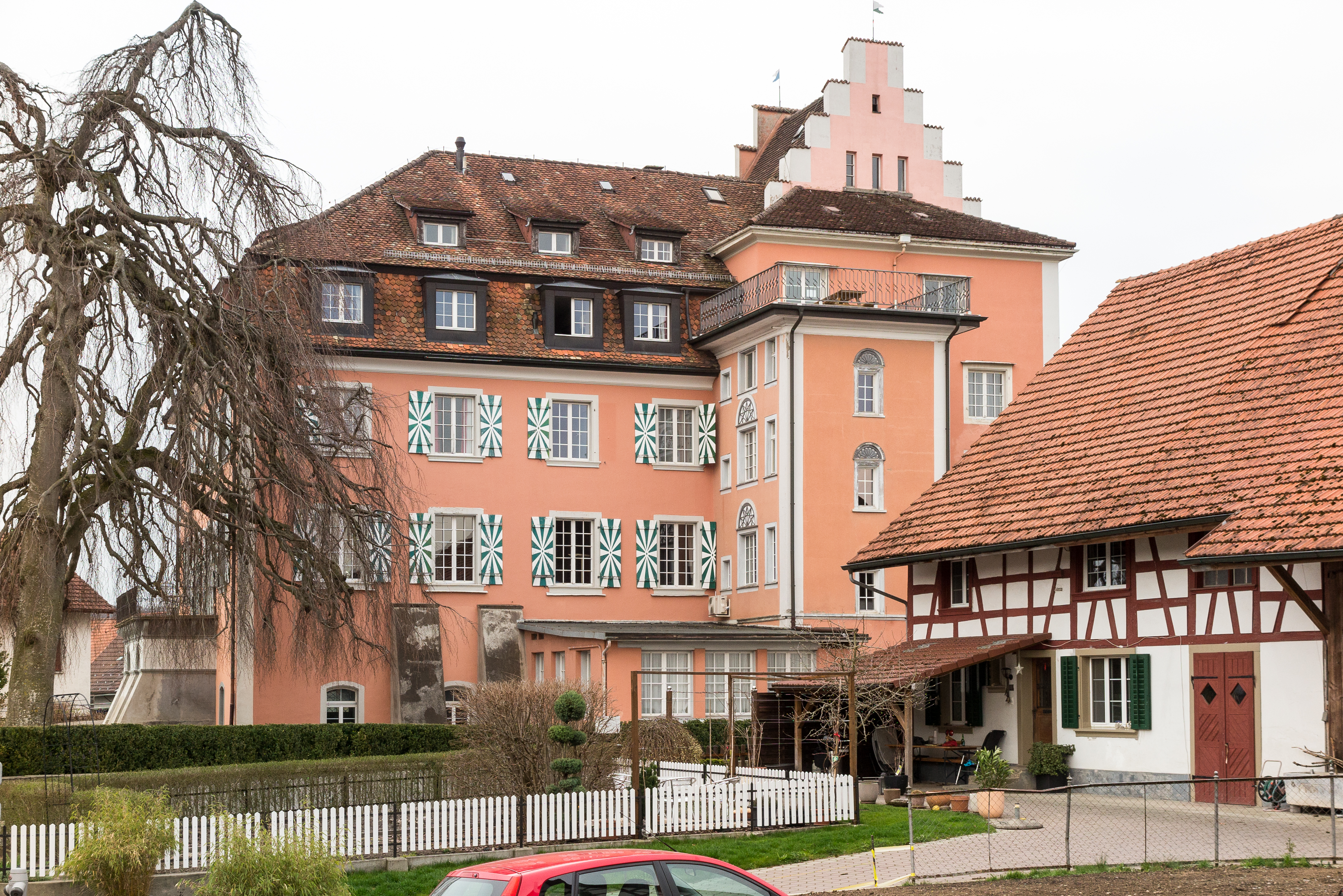
Schloss Kefikon
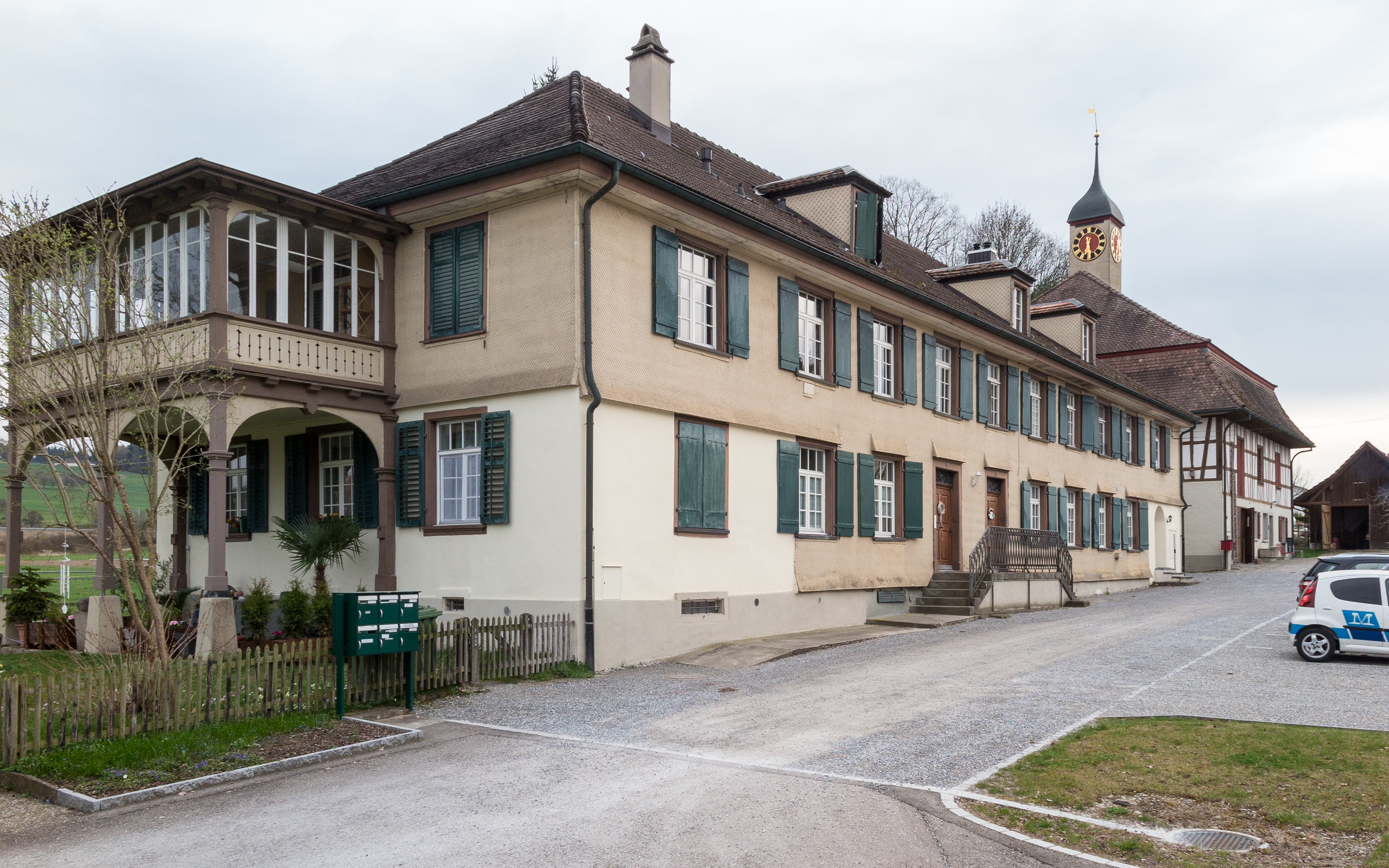
Ehemaliger Fabrikantenbau «Zur Blume» / «Zum Frieden»
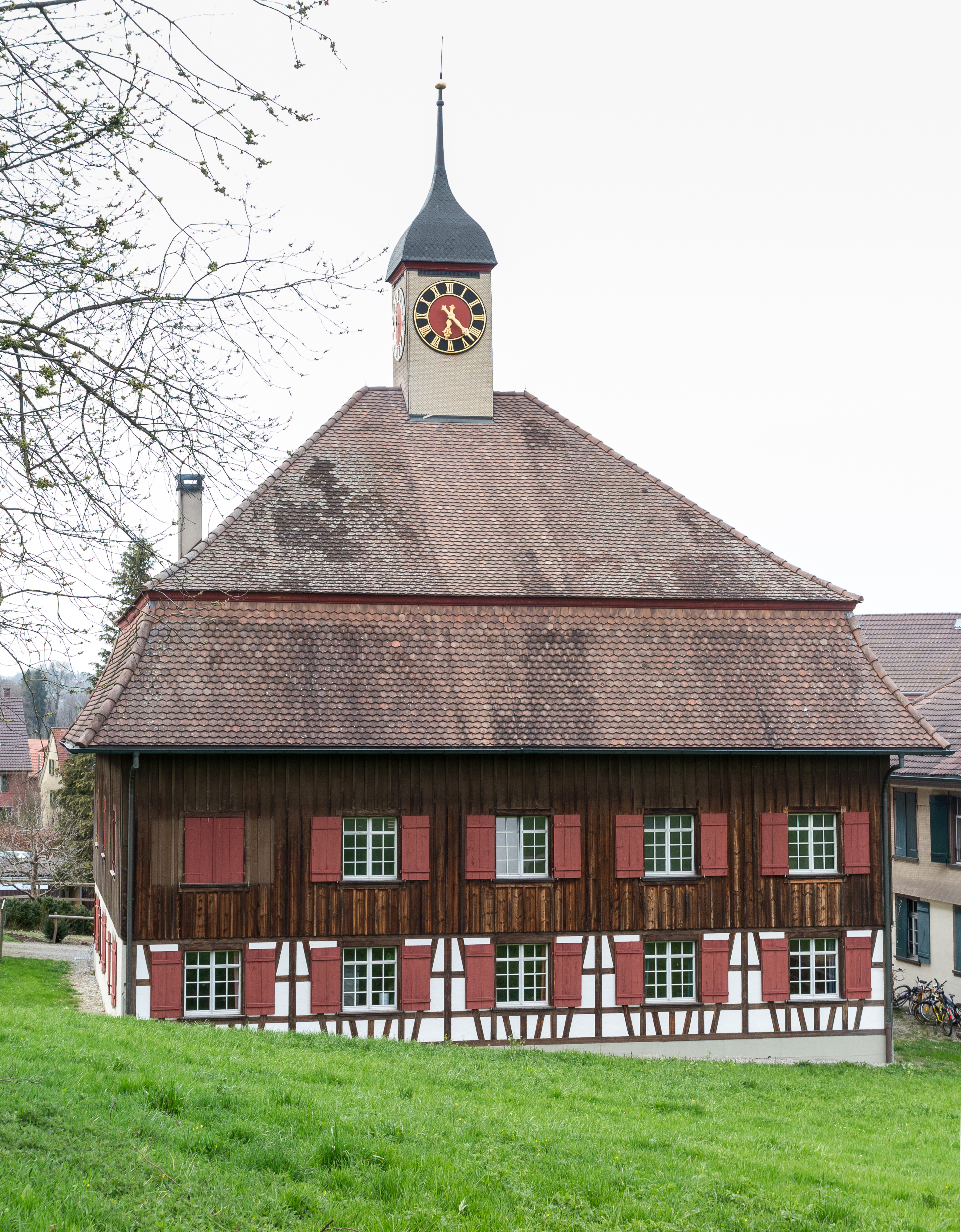
Ehemaliger Tröckneturm

## Bilder

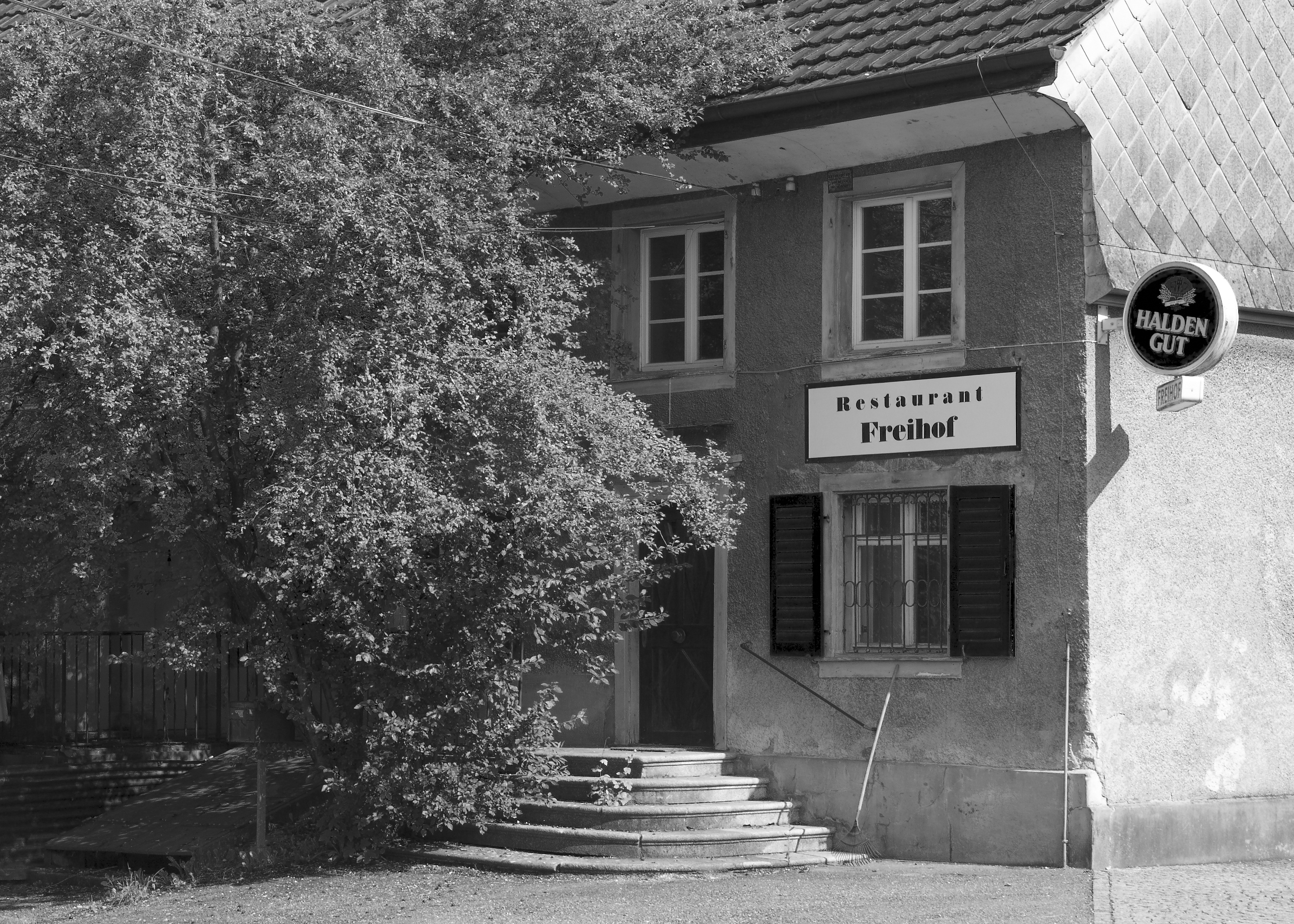
Das (ehemalige) Restaurant Freihof in Kefikon
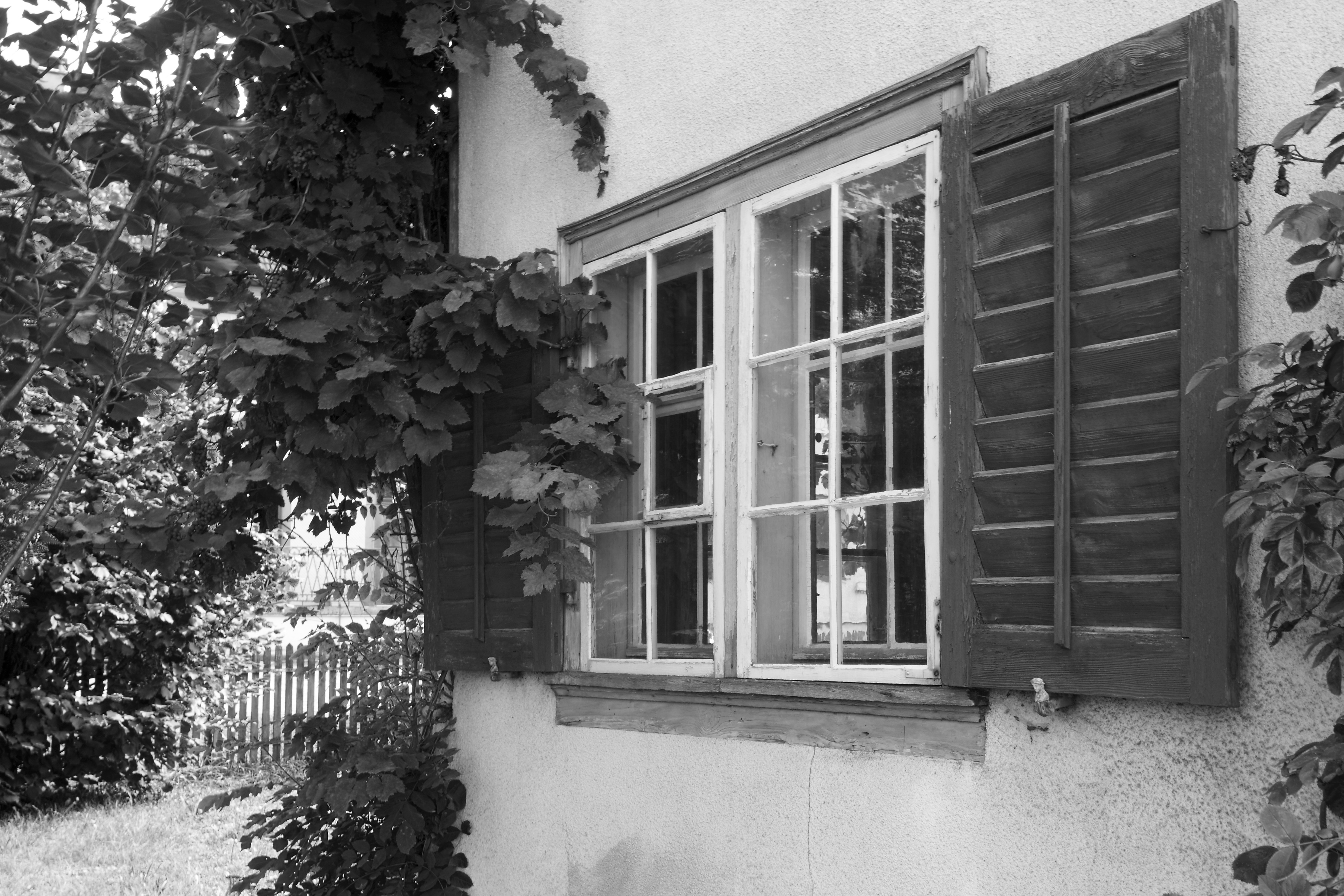
Fenster eines alten Dorfhauses
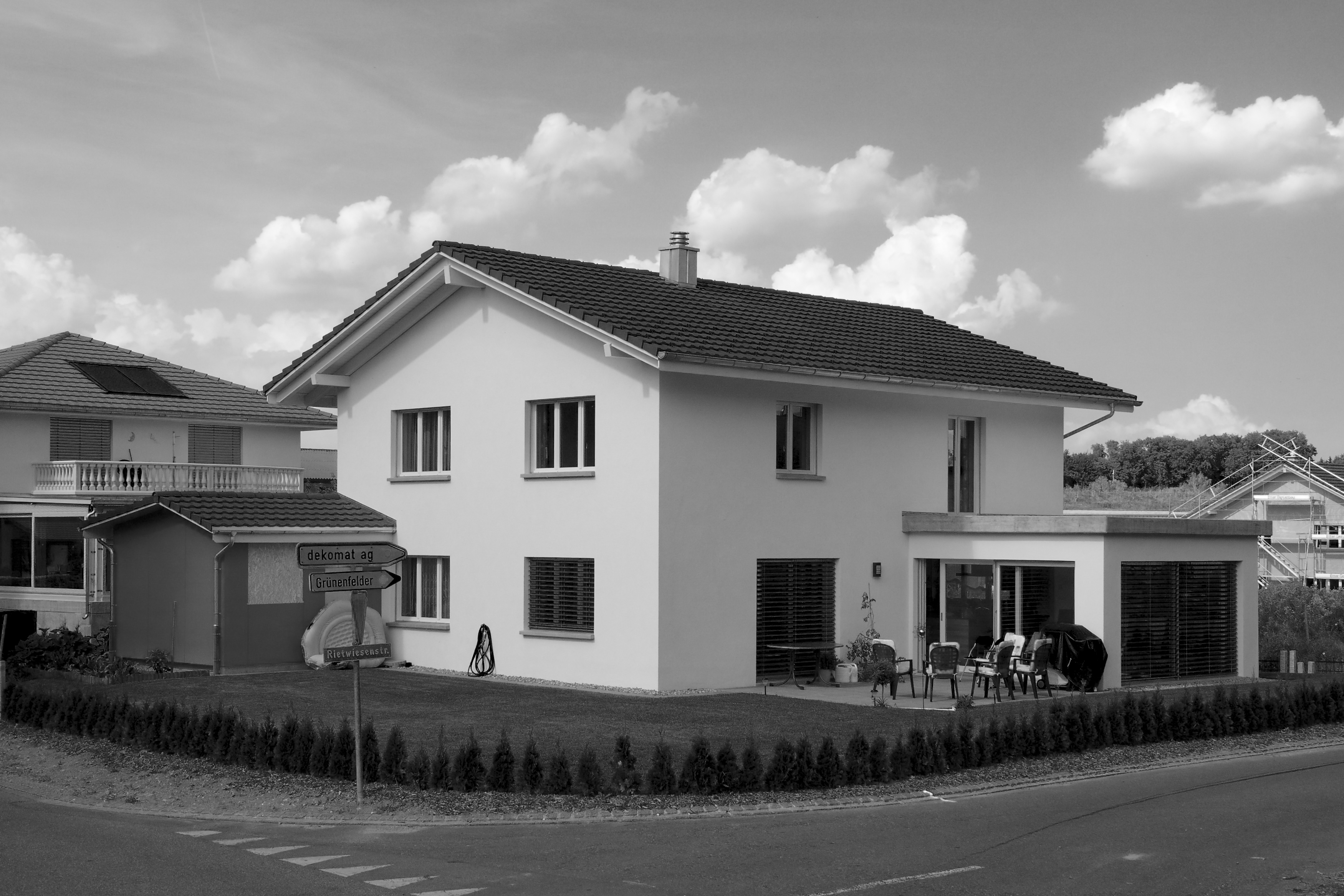
Neubau in Kefikon
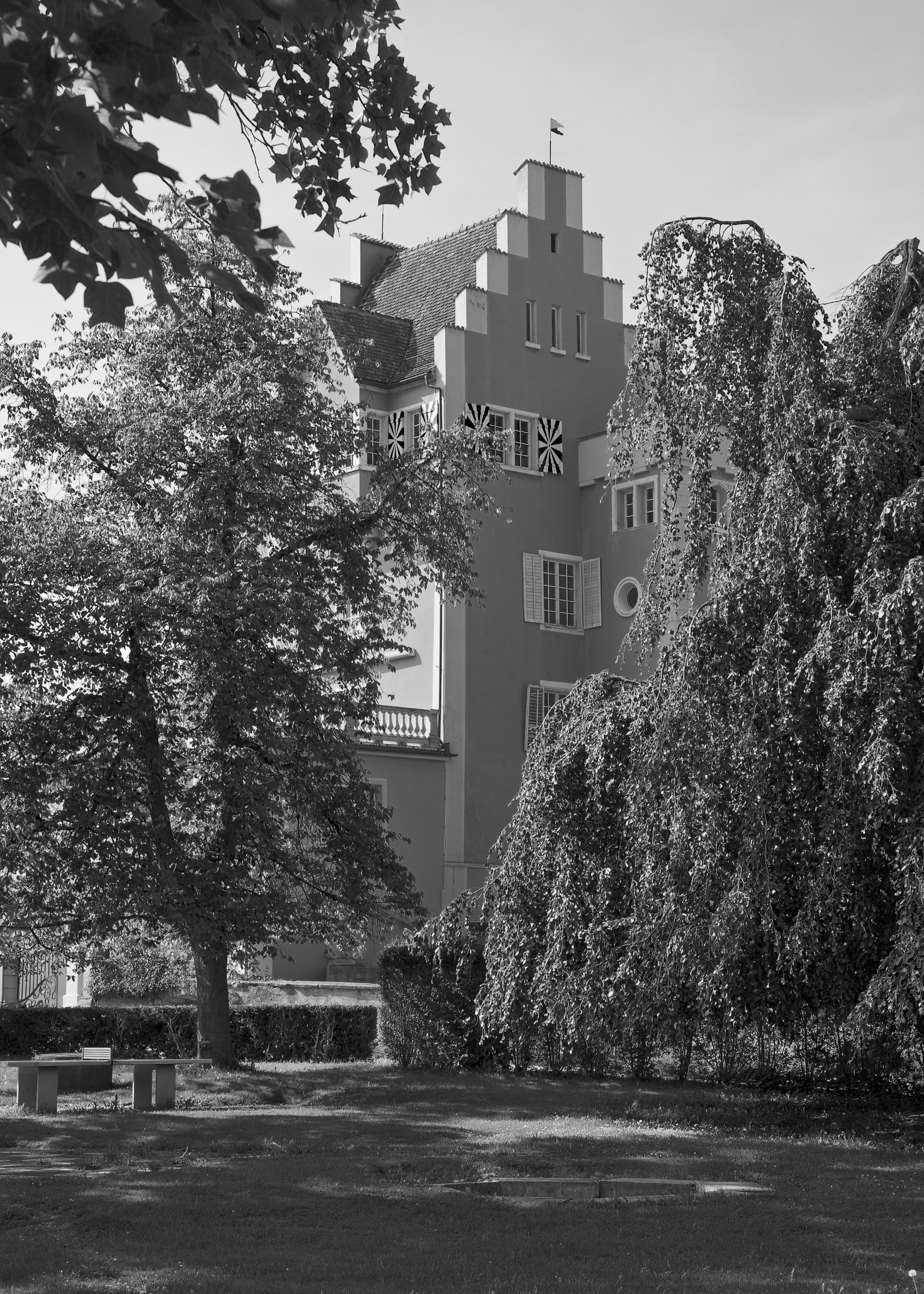
Das Schloss